# Didier Dacko
Didier Dacko, né en 1967 à San, est un général de l'armée malienne.

## Biographie
Didier Dacko naît en 1967 à San, dans la région de Ségou, au Mali. Il est issu de l'ethnie bobo. Il fait partie de la première promotion du Prytanée militaire de Kati.
Il est colonel-major et commandant de la région de Gao lorsque débute la guerre du Mali en 2012. En février et mars, il dirige les renforts pour tenter de briser le siège du camp militaire d'Amachach, près de Tessalit, mais sans succès,. Le 31 mars 2012, il doit abandonner Gao et se retire à Sévaré,. 
En janvier 2013, Dacko commande les forces maliennes lors de la bataille de Konna,, puis il dirige la colonne qui reprend le contrôle de la ville de Gao le 27 janvier 2013. Le 5 juin 2013, il prend la ville d'Anéfis au MNLA. 
Après avoir assuré le commandement des opérations militaires dans le nord du Mali, Didier Dacko est promu général de brigade le 14 août 2013, 
puis Chef d'État-major Général adjoint des Armées en octobre,.
Le 21 mai 2014, à la tête de près de 2 000 hommes, Dacko mène l'offensive contre le MNLA et le HCUA à Kidal. Mais l'opération tourne au fiasco, l'armée malienne est mise en déroute par les rebelles touaregs. Dacko doit abandonner le Camp 1 où était établi son quartier-général, pour se réfugier au Camp 2, tenu par la MINUSMA,.
Le 29 juin 2016, Didier Dacko est nommé au poste de chef d'État-major général des armées, il remplace le général Mahamane Touré, qui a pris sa retraite. Il reçoit aussi le grade de général de division,.
Il est nommé le 8 juin 2017 commandant de la force conjointe du G5 Sahel. Il est cependant limogé le 2 juillet 2018 en raison d'« absence de résultats » et d'« erreurs de commandement » selon Jeune Afrique et la Deutsche Welle.